# Sapé (tiểu vùng)
Sapé là một tiểu vùng thuộc bang Paraíba, Brasil. Tiều vùng này có diện tích 1140 km², dân số năm 2007 là 123041 người.